# Baskerville (lettertype)
Baskerville is een lettertype met schreef ontworpen in 1757 door John Baskerville (1706-1775) in Birmingham, Engeland. Baskerville wordt gezien als een overgangslettertype tussen de Caslon van William Caslon en meer lettertypes van Giambattista Bodoni en Firmin Didot.
John Baskerville wilde met Baskerville de lettertypen van William Caslon verbeteren. Hij verhoogde het contrast tussen dikke en dunne slagen, maakte de schreefjes scherper en korter en plaatste de ronde letters meer rechtop. De bogen zijn meer cirkelvormig en de karakters regelmatiger. Deze veranderingen leidden tot een betere consistentie in grootte en vorm.
Baskervilles lettertype vormde het hoogtepunt van een reeks experimenten om de leesbaarheid van drukwerk te verbeteren. Deze experimenten omvatten ook papiermaken en het produceren van drukinkt. Zijn achtergrond als schrijver komt wellicht tot uitdrukking in de distinctieve staart van de hoofdletter "Q" en in de  schreefjes van Baskerville cursief.
In 1757 publiceerde Baskerville het verzameld werk van Vergilius en daarna volgden nog eens circa vijftig schrijvers uit de klassieken. In 1758 werd hij benoemd tot drukker bij de Cambridge University Press. Aldaar publiceerde hij 1763 zijn hoofdwerk - een bijbel in folioformaat - waarbij hij gebruikmaakte van zijn eigen lettertype, drukinkt en papier.
Baskervilles streven naar perfectie werd door sommige tijdgenoten bekritiseerd. Sommigen beweerden dat het scherpe contrast in zijn drukwerk schadelijk voor de ogen zou zijn. Maar er was ook erkenning vanuit het buitenland en onder zijn bewonderaars worden Pierre Simon Fournier, Bodoni (die overwoog naar Engeland te gaan om voor hem te werken) en Benjamin Franklin gerekend.
Meer moderne lettertypen zoals Bodoni verdrongen Baskerville. In 1917 werd Baskerville echter door Bruce Rogers van de Harvard University Press opnieuw gebruikt. 
In Engeland in 1923 bracht Stanley Morison voor het Britse bedrijf "The Monotype Corporation Limited" de letter uit, in een aantal versies: nr. 169: Baskerville, romein en cursief, nr. 312: Baskerville Bold, nr. 313: Baskerville semi-bold.
Een aangepaste versie van Baskerville wordt gebruikt door de Canadese overheid, namelijk in het "Canada"-woordmerk.